# Koitere Lacus
Il Koitere Lacus è una struttura geologica della superficie di Titano.